# Нотофагус берёзовый
Нотофагус берёзовый (Nothofagus betuloides) — один из южноамериканских видов нотофагуса. Первым из европейцев его открыл Джозеф Банкс во время первого путешествия Джеймса Кука.

## Ареал
Ареал — юг Южной Америки, включая архипелаг Огненная Земля. В Чили простирается на север до 40° южной широты и острова Чилоэ, в Аргентине распространён лишь в южной Патагонии. Нотофагус берёзовый — одно из самых южных деревьев планеты (хотя ареал листопадного нотофагуса антарктического простирается ещё южнее). Встречается на побережье и до высоты 500 м над уровнем моря.

## Описание вида
Нотофагус берёзовый — вечнозелёное растение высотой до 25 м, нижняя часть ствола практически лишена ветвей, вверху — раскидистая крона. Деревья хорошо переносят морозы до −20°С, но не выносят жары и засухи.

## Интродуцирование
В качестве лесной культуры этот вид был интродуцирован в Шотландии и на Фарерах, но дальнейшего распространения не получил. Единично выращивается в ботанических садах Западной Европы.